# ダイバー0
『ダイバー0』（ダイバーゼロ）は、松本零士による日本の漫画作品。
松本零士によって『少年サンデー増刊号』（小学館）の1975年9月5日増刊号から1976年9月10日増刊号にかけて連載された1話完結式のSF作品で、人類に迫害されたアンドロイド達によって、人類に復讐するために生み出された少年アンドロイド0（ゼロ）の戦いを描いた物語。増刊号で全6話と、「まんがくん」1979年2月号に読み切り版が掲載された。
松本零士作品の代表作である『宇宙海賊キャプテンハーロック』の原型、もしくは外伝的な意味合いを持つ作品で、ハーロックとデスシャドウ号が登場して主人公ゼロを導いたり、ダイバーゼロの名前が台羽正（宇宙海賊キャプテンハーロックの登場人物参照）など共通性や関連性を随所で見せている。その他にも1000年女王というキャラクターが登場したり、ゼロという『コスモウォーリアー零』の名前や性格の基になる要素が存在する。
1979年に秋田書店からハーロック関連作品をまとめた『別冊プレイコミック ビッグまんがBooK 宇宙海賊キャプテンハーロック・マンガ特集号』でハーロックが登場する2話から6話が収録された。1983年に朝日ソノラマからサンコミックスレーベルから初の単行本が出されたものの、このときは『まんがくん』掲載の「1000年女王の巻」が未収録の不完全版だった。2014年になって小学館クリエイティブによって全話収録の完全版単行本が出版された。

## あらすじ
西暦2999年の地球、人類は世界連邦を発足させて、宇宙には植民地建設し、地球の地表は人口構造物で覆われて大自然が姿を消すほどに繁栄を極めていた。大量生産されたロボットやアンドロイドは人間のために奉仕していたが、使い物にならなくなると無慈悲に月面に捨てられていた。女性型アンドロイドWG一八七二三三号も、主人である蛮古教授に欠陥品と見なされてスクラップにされ、月のプラテノドン・クレーターへと追放されてしまう。そこは人類によって廃棄されてしまったアンドロイド達のたまり場となっており、彼らはいつか地球へ帰り自らを抑圧した人類に復讐する時をうかがっていた。
アンドロイドたちはWG一八七二三三号の心臓と頭脳を用い、ダイバーゼロというアンドロイドを生み出した。
地球へ降りたゼロは母の仇である蛮古教授と、自分達アンドロイドを蔑み危険視する人々を返り討ちにしていく。
だが、ゼロは誰からも支配されない男、キャプテンハーロックとの出逢いと、アンドロイドを迫害しない人々を見て、次第に人類を抹殺する信念が揺らぎはじめるのであった。

## 登場人物

### アンドロイド・ロボット
ダイバー0（ゼロ）
月に追放された沢山のアンドロイド達の部品や残骸で生み出された少年型アンドロイドで、内部には多くの月で無念の死を遂げたアンドロイド達の思いが注がれたことと、母であるWG一八七二三三号によって無限のエネルギー再生能力を持つ不死身のアンドロイドとして誕生した。
月で死んでいったアンドロイド達の怨念と怒りを引き継いでいる故に、自分達を弾圧した人類への恨みが深い。しかし、自分の行くところで自分が手を下さなくても、人間達が自分を恐れて自滅していく光景や、キャプテンハーロックとの出逢いと戦いを見ながら、次第に人類への復讐という目的だけに生きることへの疑問も覚えていく。
WG一八七二三三号
ダイバー0の母。蛮古教授に使用されていた高性能女性型アンドロイドだったが、電子頭脳の故障（実は彼女自身が知らないうちに芽生えた自己増殖本能によるもの）と見なされ、壊されて月に追放される。そこでGS七〇七七に拾われ、地球へ帰りたい一心から、ゼロの誕生に自らの身を捧げ、自身はゼロが常に持ち続けるボールとなった。ゼロは母と呼ぶが容姿は少女である。
GS七〇七七
2030年型の知能型ロボットで、七百年前に月に棄てられ、以降同じように月に廃棄されたアンドロイド達に修復されて生き続け、そのアンドロイド達の手も借りてゼロを生み出す。
人類への恨みの感情が根強く、ゼロに「人間を信用するな！」「お前の母はお前に強い子になって欲しいと願った！」と教えてきたが、助手のテクタイスの裏切りによって死亡する。
テクタイス
GS七〇七七の助手で、ゼロの誕生に立ち合うが、実は蛮古博士のスパイで、再利用のために熔解されるのを恐れてゼロの情報を蛮古に売ってしまうが、蛮古に自爆させられてしまう。
女王ドクロス
金星生まれの女性型アンドロイドで、かつて金星人に抑圧されたロボットやアンドロイドによって自分達の未来を救うために生み出されたが、やがて人類だけでは無く、自分に逆らう者はロボットだろうとアンドロイドだろうと構わずに抹殺していき、金星を死の星に変えてしまった。
誰も信じない自分が宇宙最高のアンドロイドと慢心していたが、ゼロのエネルギーカプセルによって葬られる。
ロボットテロリスト九九九九号
人間に刃向かうロボットの殺し屋として、これまで85人の人間を殺害してきた。ドズクに敗れる。
バースト1号
ゼロを殺すためにヤンマ博士によって製造された球体型ロボットで、全身を強力な金属で覆っており、ゼロの攻撃も寄せ付けない。ヤンマ博士の思考を移植したことで完成したが、ゼロ抹殺のためなら周囲を犠牲にしても構わず、自分はヤンマの分身では無いバースト1号という自我で暴走してしまう。
破壊するには内部に突入するしかなく、レビが持ち出した鍵でゼロに内部を開けられて破壊される。
1000年女王
読み切り版に登場したロボット女性で、名称以外は同作者の『新竹取物語1000年女王』の1000年女王、ラー・アンドロメダ・プロメシュームとは共通点が無い。
とある惑星で1000年近く生きてきたが、そこに人類打倒を目指すゼロが来て、ゼロとの出逢いで自分自身の1000年の寿命が切れて塵化してしまう。しかし、その最期にゼロは、人間とは肉体で問題にならないロボットやアンドロイドでも、永遠や絶対無敵ではないという事を教わるのだった。

### 人間
キャプテンハーロック
地球にとって大事な男という理由で世界連邦から法律に束縛されない超自由権と、自由航行権を認められている宇宙航海者。劇中では海賊行為の描写はないが、ハーロックを憎々しく思う市長からは「海賊か!!」と毒づかれている。西洋人の容姿でありながらも、本人は日本人だと主張しているという。詳しくは不明。
宇宙の海を渡り歩き、全身に傷を負い、右目を失明し、手脚も金属部品に変えられているが、自分が掲げた自由の髑髏の旗を持って、鉄の信念とデスシャドウ号で外宇宙から侵略を始めた未知の敵と人知れず戦い始める。この危機に人類が惰眠をむさぼっていると危機感を抱いている。
地球人からはいつか自分達を救ってくれる偉大な男と見られている。人類への復讐に凝り固まっていたゼロに、それ以上に重要なことがあると説き、いつかゼロが自分の旗の下に来て、共に戦ってくれることを願っている。
ミーメ
ハーロックの周囲の世話をする異星人の女性で、デスシャドウ号の乗組員。
ハーロックの頼みで、素直に言うことを聞かないゼロに対し、ハーロックと共に戦うことや「あなたは本当は優しい男」と説いた。容姿は途中から変化し、最初は『キャプテンハーロック -SPACE PIRATE CAPTAIN HARLOCK-』のような尖った耳と大きな瞳を持っていたが、やがて宇宙海賊版のような瞳がない表情になっていく。
蛮古教授
隻眼の科学者で、WG一八七二三三号のかつての主人。
非常に自己中心的な性格で、アンドロイドに少しのミスも許さず、少しでも機嫌を損ねると月へ追放した一方、不備原因が判ると呼び戻そうする。独善的な体質と権力を振りかざし、ゼロ抹殺のために奔走するも、倒せないと判ると反物質爆弾を使用して5千万人の人間が住む大都市を道連れに自爆するが、ゼロを倒すことは出来なかった。
蛮古署長
蛮古教授の息子で、父親同様に独善的な性格。都市の全エネルギーを集中したレーザーガンでゼロを追い詰めるが、都市を破壊され、なおもゼロを狙うものの、ハーロックに殺される。
ドズク
アンドロイドハンターを名乗る殺し屋で、999人ものアンドロイドを殺害し、1000人目にゼロを狙うが、母を人質に採ったことでゼロの怒りを買い、敢え無く抹殺された。
ヤンマ博士
ゼロ打倒に執念を燃やす科学者。自分の意志と思考をインプットしたバースト1号でゼロ抹殺を計るが、バースト1号は自我を持って暴走してしまう。
レビ
ヤンマの娘で、アンドロイドという差別無くゼロを人間と変わりなく接しており、ロボットやアンドロイドのたまり場にも顔を出していた。
ゼロを救うため、ヤンマ博士からバースト1号の鍵を奪ってゼロに渡すが、バースト1号に押し潰されて死亡する。ゼロが心を開いた数少ない人間だけに、ゼロの哀しみは大きかった。

## 登場メカニック
デスシャドウ号
キャプテンハーロック専用の外宇宙航行用大型宇宙戦艦で、両舷の髑髏マークが特徴。三連装エネルギービーム砲（次元砲）三基等で武装している。
本作のは宇宙海賊版のアルカディア号のマストや主翼、艦尾楼を取り払って艦首を残し、それに『わが青春のアルカディア』の本艦を組み込んだような形状だが、後の『ハーロック・サーガ』版とはその意味で対照的なデザインになっている。
定期連絡船
地球と月を行き来する連絡船で、アンドロイドの廃棄と回収で往復している。
ハーロックの住居船
ハーロックとミーメが地球で暮らすのに使っていた塔型形状の住居船で、デスシャドウ号同様に漆黒の色合いで、ハーロックの象徴のドクロマークがある。
緊急時には衛星軌道上まで浮上。形状はデスラー艦（初代『宇宙戦艦ヤマト』や『さらば宇宙戦艦ヤマト 愛の戦士たち』の）の先端部分に似ている。

## サブタイトル
- ゼロ誕生の巻
- 消えるメガポリスの巻
- キャプテンハーロックと金星の女王ドクロスの巻
- アンドロイド・ハンターの巻
- 天使のいた町の巻
- 十番惑星の悲劇の巻
- 1000年女王の巻